# Dù nhảy

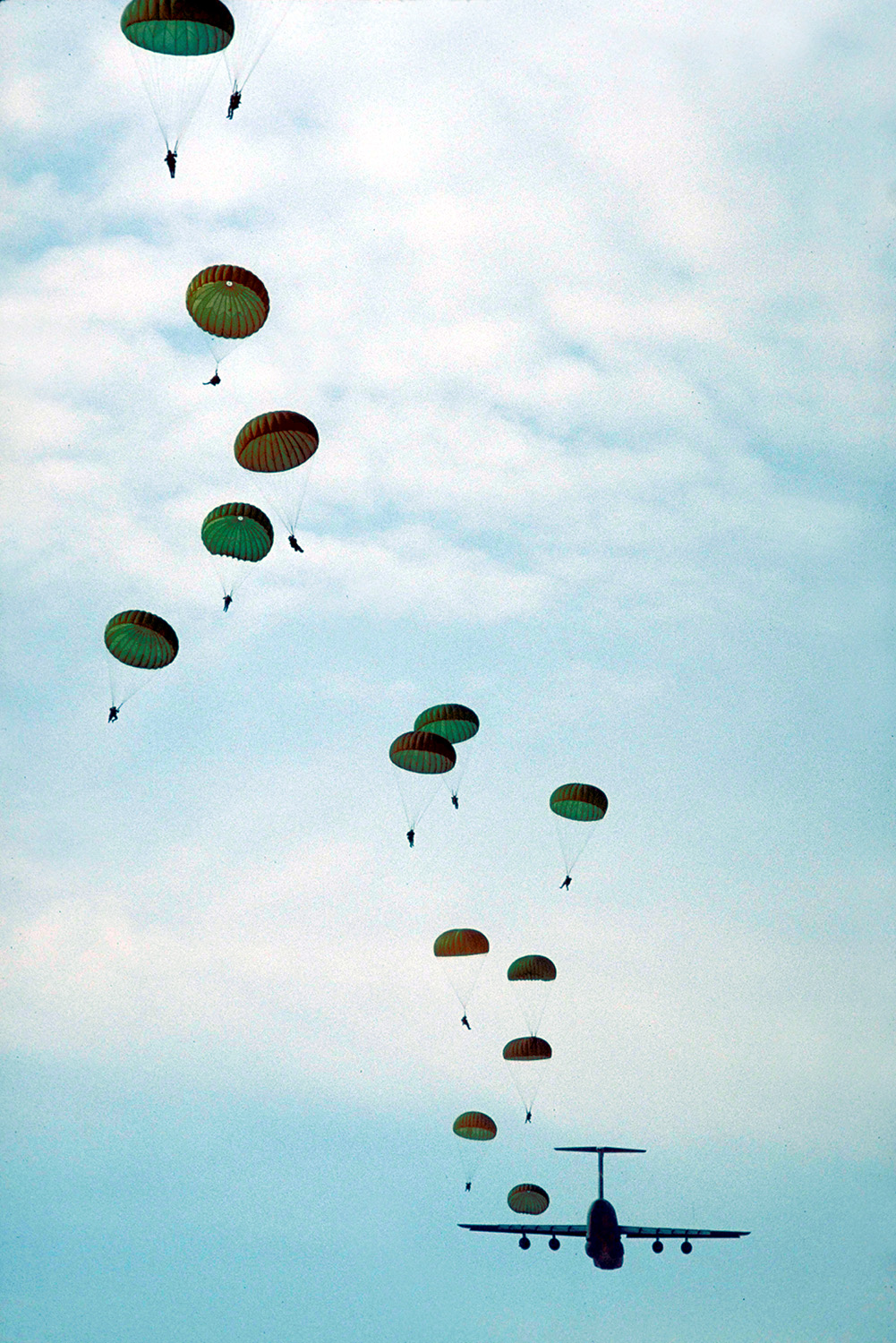
Những cánh dù

Dù là một thiết bị được sử dụng để làm chậm sự chuyển động của một vật thể trong bầu khí quyển bằng cách tạo ra lực cản, hoặc trong trường hợp dù không khí thổi trực diện, là tạo ra sức nâng khí động lực. Dù thường được làm từ vải bền và nhẹ, ban đầu là lụa, còn hiện nay phổ biến nhất là nylon. Dù phải làm chậm tốc độ ở giai đoạn cuối cùng theo chiều thẳng đứng của một vật thể tối thiểu là 75% để có thể được phân loại là như vậy. Tùy theo hoàn cảnh, dù được sử dụng với nhiều loại tải trọng khác nhau, kể cả con người, thực phẩm, thiết bị, đầu mang khí cụ không gian, và bom.
Nhảy từ dù được gọi là nhảy dù.